# Futbol'nyj Klub Lokomotiv Moskva 1992

## Stagione
La Lokomotiv Mosca, allenata da Jurij Sëmin, nella stagione 1992 terminò il campionato russo al 4º posto. In coppa dell'Unione Sovietica i moscoviti furono eliminati in semifinale dai concittadini dello Spartak Mosca. Nella prima edizione di Coppa di Russia sono invece usciti agli ottavi per mano del Torpedo Volžskij.

## Rosa
| N. |                       | Ruolo | Calciatore        |
| -- | --------------------- | ----- | ----------------- |
| -  | Russia (bandiera)     | P     | Chasanbi Bidžjev  |
| -  | Russia (bandiera)     | P     | Sergej Ovčinnikov |
| -  | Russia (bandiera)     | D     | Aleksej Arifullin |
| -  | Russia (bandiera)     | D     | Sergej Podpalyj   |
| -  | RSS Tagika (bandiera) | D     | Ḩakim Fuzajlov    |
| -  | Russia (bandiera)     | D     | Ravil' Sabitov    |
| -  | Russia (bandiera)     | D     | Andrej Solovcov   |
| -  | RSS Tagika (bandiera) | C     | Vasilij Postnov   |
| -  | Russia (bandiera)     | C     | Aleksandr Ryčkov  |
| -  | Russia (bandiera)     | C     | Boris Nikitin     |

| N. |                       | Ruolo | Calciatore          |
| -- | --------------------- | ----- | ------------------- |
| -  | Russia (bandiera)     | C     | Andrej Fedin        |
| -  | Russia (bandiera)     | C     | Oleg Samatov        |
| -  | Russia (bandiera)     | C     | Aleksandr Kuz'mičëv |
| -  | RSS Tagika (bandiera) | C     | Jurij Baturenko     |
| -  | Russia (bandiera)     | C     | Dmitrij Gor'kov     |
| -  | Russia (bandiera)     | C     | Dmitrij Aleničev    |
| -  | Russia (bandiera)     | C     | Aleksandr Smirnov   |
| -  | Ucraina (bandiera)    | A     | Jurij Petrov        |
| -  | Russia (bandiera)     | A     | Valentin Kiselëv    |
| -  | RSS Tagika (bandiera) | A     | Mūḩsin Muḩammadiev  |

## Risultati

### Campionato
| Mosca 3 aprile 1992 2ª giornata | Lokomotiv Mosca | 2 – 1 referto | Okean | Universal'nyj Sportivnyj Kompleks CSKA |

| Mosca 10 aprile 1992 3ª giornata | Lokomotiv Mosca | 3 – 0 referto | Dinamo Stavropol' | Stadio Lokomotiv |

| Mosca 13 aprile 1992 4ª giornata | Lokomotiv Mosca | 0 – 3 referto | Spartak Vladikavkaz | Stadio Lokomotiv |

| Kamyšin 22 aprile 1992 5ª giornata | Tekstil'ščik Kamyšin | 3 – 1 referto | Lokomotiv Mosca | Stadio Tekstil'ščik |

| Voronež 25 aprile 1992 6ª giornata | Fakel Voronež | 1 – 1 referto | Lokomotiv Mosca | Stadio Centrale |

| Mosca 2 maggio 1992 7ª giornata | Lokomotiv Mosca | 1 – 0 referto | Uralmaš | Stadio Lokomotiv |

| Mosca 5 maggio 1992 8ª giornata | Lokomotiv Mosca | 3 – 1 referto | Dinamo-Gazovik | Stadio Lokomotiv |

| Mosca 14 maggio 1992 9ª giornata | Dinamo Mosca | 0 – 0 referto | Lokomotiv Mosca | Stadio Dinamo |

| Mosca 18 maggio 1992 10ª giornata | CSKA Mosca | 1 – 1 referto | Lokomotiv Mosca | Stadio Lužniki |

| Vladikavkaz 29 giugno 1992 11ª giornata | Spartak Vladikavkaz | 0 – 0 referto | Lokomotiv Mosca | Respublikanskij stadion Spartak |

| Stavropol' 2 luglio 1992 12ª giornata | Dinamo Stavropol' | 0 – 1 referto | Lokomotiv Mosca | Stadio Dinamo |

| Mosca 10 luglio 1992 13ª giornata | Lokomotiv Mosca | 0 – 0 referto | Fakel Voronež | Stadio Lokomotiv |

| Mosca 7 luglio 1992 14ª giornata | Lokomotiv Mosca | 1 – 0 referto | Tekstil'ščik Kamyšin | Stadio Lokomotiv |

| Tjumen' 19 luglio 1992 15ª giornata | Dinamo-Gazovik | 0 – 3 referto | Lokomotiv Mosca | Stadio Geolog |

| Ekaterinburg 22 luglio 1992 16ª giornata | Uralmaš | 3 – 1 referto | Lokomotiv Mosca | Stadio Centrale |

| Mosca 30 luglio 1992 17ª giornata | Lokomotiv Mosca | 2 – 0 referto | Dinamo Mosca | Stadio Lokomotiv |

| Mosca 3 agosto 1992 18ª giornata | Lokomotiv Mosca | 0 – 0 referto | CSKA Mosca | Stadio Lokomotiv |

| Nachodka 12 agosto 1992 20ª giornata | Okean | 1 – 3 referto | Lokomotiv Mosca | Stadio Vodnik |

### Kubok SSSR
| Arbitro: | Maljarov (Mosca) |

|                 |           |  |
| Kalytvyncev 26’ | Marcatori |  |

| Arbitro: | Kirillov (Mosca) |

|                                 |           |  |
| Pidpalyj 77’ (rig.) Kiselëv 78’ | Marcatori |  |

| 1992 Quarti di finale | Metalist | – Cancellata | Lokomotiv Mosca |  |

| Arbitro: | Savčenko (Mosca) |

|  |           |                           |
|  | Marcatori | 51’ Pjatnickij 80’ Onopko |

### Kubok Rossii
| Arbitro: | Maljarov (Mosca) |

|  |           |             |
|  | Marcatori | 12’ Kiselëv |

| Arbitro: | Kuličenkov (Tula) |

|                     |           |                           |
| Pidpalyj 40’ (rig.) | Marcatori | 55’ Petrenko 75’ Erëmenko |

## Statistiche

### Statistiche di squadra
| Competizione    | Punti | Totale | Totale | Totale | Totale | Totale | Totale | DR |
| Competizione    | Punti | G      | V      | N      | P      | Gf     | Gs     | DR |
| --------------- | ----- | ------ | ------ | ------ | ------ | ------ | ------ | -- |
| Vysšaja Liga    | 39    | 32     | 14     | 11     | 7      | 37     | 29     | +8 |
| Coppa dell'URSS | -     | 3      | 1      | 0      | 2      | 2      | 3      | -1 |
| Coppa di Russia | -     | 2      | 1      | 0      | 1      | 2      | 2      | 0  |
| Totale          | 39    | 37     | 16     | 11     | 10     | 41     | 34     | +7 |